# Monitor (film 2015)
Monitor è un film del 2015 diretto da Alessio Lauria, presentato alla Festa del Cinema di Roma.

## Trama
In un presente alternativo, il solitario Paolo è il miglior "monitor" della grande azienda AMX. Un monitor è una persona che, in modo anonimo, raccoglie sfoghi e confessioni dei dipendenti a lui assegnati, a sua volta senza poterne mai conoscere l'identità. Paolo è il migliore perché, come dice il suo capo Sushil, non perde mai la calma. E per questo ci sono ottime possibilità che prenda il posto proprio di Sushil, che sta per essere promosso. Paolo, però, comincia a preoccuparsi per il suo impeccabile stato di servizio quando apprende che un dipendente dell'azienda ha tentato il suicidio e che potrebbe trattarsi di uno di quelli assegnati a lui. I sospetti di Paolo si concentrano su una donna che, durante le visite nella stanza dei monitor, gli racconta dell'insoddisfacente rapporto col marito.

## Produzione
Il soggetto del film ha vinto la sezione Experimenta del Premio Solinas. Il film è stato girato a Roma, nel campus universitario di Tor Vergata.

## Distribuzione
Il film fa parte del gruppo di Web movie co-prodotti da Rai Cinema. Ha avuto la sua anteprima alla Festa del Cinema di Roma, nella sezione Panorama di Alice nella città, il 17 ottobre 2015. È stato in seguito selezionato da una serie di festival nazionali e internazionali, come il Trieste Science+Fiction - Festival della Fantascienza, il Festival de Cine Italiano de Madrid, il Santa Barbara International Film Festival e il Vail Film Festival. Dal 20 novembre 2015 il film è visibile sul portale Rai Cinema Channel.

## Colonna sonora
È stata composta da Luca Novelli, membro del gruppo Mokadelic, e include il brano Melancholia, dei Mambassa, e It's Your Turn, degli Apash Twenty Twelve.

## Critica
(Claudio Bartolini, FilmTV)
(Marco Minniti, Quinlan)

## Riconoscimenti
- 2016 - Santa Marinella Film Festival
  - Premio per la miglior regia[11]
- 2016 - FilmFestival del Garda
  - Premio del pubblico[12]